# Мексикано-нидерландские отношения
Мексикано-нидерландские отношения — двусторонние дипломатические отношения между Мексикой и Нидерландами. Страны являются членами Организации экономического сотрудничества и развития и Организации Объединённых Наций.

## История
Нидерланды стали второй европейской страной, признавшей Мексику независимым государством от Испании в 1821 году. В том же году Нидерланды начали перевозить грузы между Мексикой и Европой, поскольку Нидерланды рассматривались как «нейтральная» страна во время конфликта между Францией и Испанией. В 1825 году Мексика открыла генеральное консульство в Амстердаме. В 1826 году Нидерланды назначили генерального консула в Мехико. 15 июня 1827 года были официально установлены дипломатические отношения между странами с подписанием Договора о дружбе, судоходстве и торговле. В 1828 году Мексика открыла резидентскую дипломатическую миссию в Гааге, которая затем была расширена до представительства.
С 1864 по 1878 года президент Мексики Бенито Хуарес приостановил дипломатические отношения после того, как правительство Нидерландов признало власть императора Максимилиана I, поддержанного французскими оккупационными силами императора Наполеона III, в результате чего была образована Вторая мексиканская империя. В 1940 году представительство Мексики в Гааге было закрыто в результате Второй мировой войны и было вновь открыто в 1946 году. В мае 1954 года страны повысили уровень дипломатических представительств до посольств. В 1963 году президент Мексики Адольфо Лопес Матеос стал первым мексиканским главой государства, посетившим Нидерланды. В 1964 году королева Нидерландов Юлиана впервые посетила Мексику с официальным визитом. В ноябре 2009 года королева Беатрикс также осуществила государственный визит в Мексику.
В 2018 году страны отметили 190 лет со дня установления дипломатических отношений. В том же году президент Мексики Энрике Пенья Ньето совершил официальный визит в Нидерланды, чтобы принять участие в праздновании годовщины. В 2017 году Бюро поддержки бизнеса Нидерландов (NBSO) открыло торговое представительство в Сантьяго-де-Керетаро для развития торговых отношений между центральной Мексикой и Нидерландами. Компания «ProMéxico» открыла офис в Гааге для продвижения и расширения торговли между странами.

## Двусторонние соглашения
Между странами подписано несколько двусторонних соглашений, таких как: Договор о дружбе, навигации и торговле (1827); Договор о выдаче (1907); Торговое соглашение (1950); Договор о культурных связях (1964); Соглашение о воздушном транспорте (1971); Соглашение об избежании двойного налогообложения и предотвращении уклонения от уплаты налогов в отношении налогов на доходы (1993); Соглашение о взаимном поощрении и защите инвестиций (1998); Соглашение между Мексикой и Нидерландами в отношении Нидерландских Антильских островов об обмене информацией по налоговым вопросам (2009 год) и Соглашение между Мексикой и Нидерландами в отношении Арубы об обмене информацией в отношении налогов (2013 год).

## Туризм и транспорт
В 2017 году 75 000 граждан Нидерландов посетили Мексику с целью туризма. Между странами налажены прямые рейсы следующими авиакомпаниями: «Aeroméxico», «KLM» и «TUI Airlines Netherlands».

## Торговля
В 1997 году Мексика подписала соглашение о свободной торговле с Европейским союзом (в который входят Нидерланды). В 2017 году объём товарооборота между странами составил сумму 5 миллиардов долларов США. Экспорт Мексики в Нидерланды: машинное оборудование и аппараты, сырая нефть, блоки памяти, блоки управления или адаптеры, запасные части для лифтов, авокадо и фруктовые соки. Экспорт Нидерландов в Мексику: бензин, эфир, литейная продукция, молочные продукты. Нидерланды являются пятым по величине иностранным инвестором в экономику Мексики. В период с 1999 по 2018 год Нидерланды инвестировали в Мексику 20 миллиардов долларов США. В Мексике работают несколько голландских компаний, таких как: «C&A», «Heineken», «Philips» и «Rabobank» (среди прочих). Мексиканская многонациональная компания «Cemex» представлена в Нидерландах.

## Дипломатические представительства
- Мексика имеет посольство в Гааге[8].
- Нидерланды содержат посольство в Мехико[9].